# フセヴォロド3世
フセヴォロド3世（Все́волод III Ю́рьевич Большо́е Гнездо́, 1154年 - 1212年4月15日）は、ウラジーミル大公。短期的にはキエフ大公位にも就いた。洗礼名はドミートリー。モスクワ北方の町ドミトロフは彼の生誕に伴い建設された。父はユーリー・ドルゴルーキー、祖父はウラジーミル2世モノマフ、異母兄はアンドレイ1世。初めて公式にウラジーミル大公を名乗った。子が多く、大巣公と呼ばれた。息子にはコンスタンチンやユーリー2世、ヤロスラフ2世ら、孫にアレクサンドル・ネフスキーがいる。妻はオセット人といわれるマリヤ、のちヴィテプスク公ヴァシリコ2世娘リュバヴァ（子はない）。

## 生涯
1169年、ウラジーミル大公である兄アンドレイ1世の命により、甥のムスチスラフ(ru)と共にキエフを陥落させた。1173年に、キエフにおいて、従兄弟のダヴィド、ムスチスラフにより捕らわれた。
1174年のアンドレイ1世の死後、ウラジーミル大公国ではフセヴォロド・彼の兄ミハイルの叔父対ムスチスラフ・ヤロポルクの甥の間に内訌が発生、この争いは年少都市ウラジーミル市の支持を受けた叔父陣営が年長都市ロストフ市及びスーダダリ市の支持を受けた甥陣営に勝利する結果に終わった。これによりミハイルがウラジーミル大公となり、フセヴォロドはペレヤスラヴリ公となった。1176年、ミハイルの死後ムスチスラフを再び退け、ウラジーミルの市民により公として招かれた。
1182年頃から、ヴォルガ・ブルガールに視線を向け始め、1186年にはブルガールにゴロジェッツから遠征軍を送った。
1212年、全ルーシの大多数の諸公から「父」と敬われ、キエフを含む全土に絶大な力を振るったフセヴォロドは死去した。この際、彼は年長権を対立していた長子コンスタンチンではなく次子ユーリーに譲渡した。